# سیارک ۳۲۸۹۷
سیارک ۳۲۸۹۷ (به انگلیسی: 32897 Curtharris، نامگذاری:1994PD) سی و دو هزار و هشتصد و نود و هفتمین سیارک کشف شده‌است که در ۱ اوت ۱۹۹۴ کشف شد.